# 弗罗芒蒂耶尔
弗罗芒蒂耶尔（法語：Fromentières，法語發音：[fʁɔmɑ̃tjɛʁ]）是法国马耶讷省的一个市镇，属于贡捷堡区。

## 地理
弗罗芒蒂耶尔（47°51'52"N, 0°39'55"W）面积22.06 平方千米，位于法国卢瓦尔河地区大区马耶讷省，该省份为法国西北部内陆省份，北起芒什省和奧恩省，西接伊勒-维莱讷省，南至曼恩-卢瓦尔省，东临萨尔特省。
与弗罗芒蒂耶尔接壤的市镇（或旧市镇、城区）包括：吕耶-弗鲁瓦丰、维利耶沙勒马涅、马耶讷河畔贡捷堡、热讷-隆格菲、拉罗什讷维尔。

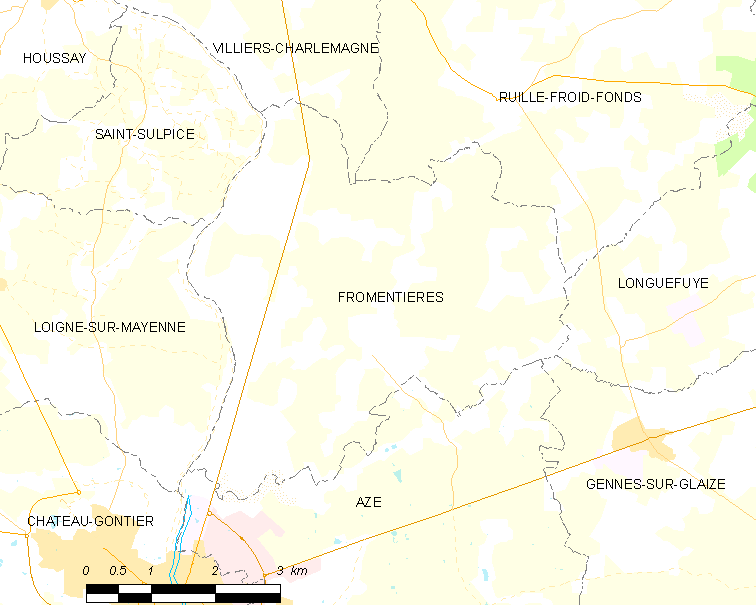
弗罗芒蒂耶尔的OSM定位图

弗罗芒蒂耶尔的时区为UTC+01:00、UTC+02:00（夏令时）。

## 行政
弗罗芒蒂耶尔的邮政编码为53200，INSEE市镇编码为53101。

## 政治
弗罗芒蒂耶尔所属的省级选区为马耶讷河畔贡捷堡第一县。

## 人口

1962-2008年间弗罗芒蒂耶尔人口变化图示

弗罗芒蒂耶尔于2022年1月1日时的人口数量为838人。